# باده نوشین
باده نوشین نام یک آلبوم موسیقی باصدای سالار عقیلی، هنرمند ایرانی است که در سبک سنتی ایرانی تهیه شده و دارای ۹ آهنگ است. این آلبوم توسط گروه موسیقی چکاد در دستگاه سه گاه اجرا شده و هوشنگ فراهانی آهنگ سازی آن را بر عهده داشته است. در این آلبوم اشعار سعدی شیرازی، حافظ شیرازی، مولانا و هوشنگ فراهانی اجرا شده است.

## شرح آلبوم

### فهرست آهنگ‌ها
1. پیش درآمد سه گاه
2. آواز درآمد (شعر از سعدی)
3. تصنیف بادهٔ نوشین (شعر از هوشنگ فراهانی)
4. آواز مویه (شعر از سعدی)
5. تصنیف تمنا (شعر از سعدی)
6. چهارمضراب همراه با آواز (شعر از سعدی و حافظ)
7. تصنیف سیه مژگان (شعر از حافظ)
8. آواز مثنوی مخالف (شعر از سعدی)
9. تصنیف مست و رسوا (شعر از مولانا)